# Batracomorphus remus
Batracomorphus remus är en insektsart som beskrevs av Knight 1983. Batracomorphus remus ingår i släktet Batracomorphus och familjen dvärgstritar. Inga underarter finns listade i Catalogue of Life.